# 格尔德·宾宁
格尔德·宾宁（德語：Gerd Binnig，1947年7月20日—），德国物理学家，扫描隧道显微镜和原子力显微镜的发明者之一，1986年获得诺贝尔物理学奖。

## 生平
1947年，格尔德·宾宁出生在法兰克福，他回忆说：“我的童年受到刚刚结束的第二次世界大战的影响，我们在被炸毁的房屋废墟中玩耍，却因为年纪太小无法意识到更多。”
宾宁居住在法兰克福和附近的奥芬巴赫，并在这两座城市上学，1966年宾宁从奥芬巴赫的中学毕业，1973年又在法兰克福大学获得硕士学位，1978年同样在法兰克福大学完成论文《Tunnelspektroskopie an supraleitendem (SN)x》（超导材料(SN)x的隧道光谱学）并获得博士学位。当年，他加入了IBM公司的苏黎世研究实验室的物理研究组，这是宾宁一生中的一个重要决定，他在IBM公司认识了瑞士物理学家海因里希·罗雷尔。
1981年，宾宁和海因里希·罗雷尔一起在IBM公司在苏黎世研究实验室研发出扫描隧道显微镜，使用这种显微镜技术，可以通过在金属或半导体表面上仅几个原子直径的高度进行针尖扫描，对表面上的单个原子进行成像。为此他于1983年作为德国最优秀的青年物理学家，被授予奥托·克隆奖（Otto-Klung-Preis）。并且在1986年，格尔德·宾宁和海因里希·罗雷尔因发明了扫描隧道显微镜，而与恩斯特·鲁斯卡（电子显微镜的发明者）共同获得诺贝尔物理学奖。
1985年至1986年宾宁被派往IBM公司在美国加利福尼亚州圣荷西的阿尔玛登研究中心，1987年至1988年任附近斯坦福大学的访问教授。1986年，宾宁、IBM公司苏黎世研究实验室的克里斯托夫·格贝尔（Christoph Gerber）和斯坦福大学的Calvin Quate一起发明了原子力显微镜。
1994年，宾宁组建了Delphi2 Creative Technologies GmbH公司，后改名Definiens GmbH有限责任公司，现在是Definiens AG股份公司，总部位于慕尼黑，该公司旗下Definiens Imaging GmbH公司开发的影像分析软件eCognition在面对对象的图像分类领域获得了成功。

### 格尔德·宾宁的著作
- Gerd Binnig und Heinrich Rohrer: Gerät zur rasterartigen Oberflächenuntersuchung unter Ausnutzung des Vakuum-Tunneleffekts bei kryogenischen Temperaturen, Europäische Patentanmeldung 0 027 517, Priorität: 20. September 1979 CH 8486 79
- Gerd Binnig, Heinrich Rohrer, C. Gerber und E. Weibel: Tunneling through a COntrollable Vacuum Gap, Appl. Phys. Lett. 40, 178 (1982)
- G. Binnig, H. Rohrer, C. Gerber, E. Weibel: Surface studies by scanning tunneling microscopy. Phys. Rev. Lett. 49/1, S. 57 – 61 (1982)
- Aus dem Nichts. Über die Kreativität von Natur und Mensch. (1997), ISBN 3-492-21486-X